# Lechería (Venezuela)
Lechería es una ciudad venezolana, capital del municipio Diego Bautista Urbaneja. Se encuentra ubicada al norte del estado Anzoátegui en el Área Metropolitana de Barcelona, la Gran Barcelona en Venezuela, posee una población de 63.784 habitantes, distribuidos en 12 km². Lechería es el municipio más pequeño de Venezuela y uno de los más ricos económicamente del país.
Lechería, Guanta, Puerto La Cruz y Barcelona (capital del estado Anzoátegui) conforman la Gran Barcelona, el Área metropolitana más grande de la región oriental de Venezuela.
Lechería es la sede administrativa de la Parroquia Lecherías, la cual tiene dos sectores, Lechería comercial, la cual es atravesada por la Avenida Principal, con sus centros comerciales distribuidos a ambos lados de la vía y muchas casas modernas; por otro lado, hacia las playas está Lechería vieja, el casco central, por la cantidad de edificios modernos y casas antiguas, es considerada la zona residencial.
El cerro El Morro es un gran atractivo turístico, al cual suben muchas personas a pie, en bicicleta y en automóvil para hacer ejercicios o para deleitarse con la vista panorámica.

## Historia
San Miguel de Neverí, hoy Lechería, fue fundada por Agustín Delgado, General en la expedición de 1535. Delgado era sobrino nieto del último guanarteme (rey) de Gáldar, Gran Canaria. Delgado junto con el explorador español Jerónimo de Ortal fundaron el poblado de San Miguel de Neverí, pero los grupos indígenas que habitaban el territorio, entre ellos los Indios Cumanagoto, se opusieron contra el asentamiento español en la zona y realizaron varios ataques contra el pueblo de San Miguel, como consecuencia, los españoles se vieron obligados a abandonar el poblado un año después de su fundación, desde entonces serviría como ruta para comunicar las poblaciones de la zona nororiental de la entonces colonia española.
La población de Lechería cobra importancia durante la época colonial de Venezuela a finales del siglo XVIII cuando la Corona española decide construir el Fortín de la Magdalena concluido en 1799 en el Cerro el Morro para evitar los ataques de piratas franceses, holandeses e ingleses a comerciantes que tomaban la ruta que unía Barcelona con Cumaná. En 1817 durante la Guerra de independencia de Venezuela, el líder militar Simón Bolívar ocupa el fortín por breve tiempo para luchar contra los realistas y luego en 1819 es dominado por completo por los patriotas tras la toma por parte del General Rafael Urdaneta.
A mediados del siglo XIX se transforma en una zona de cría de caprinos produciendo leche de chivas para la floreciente población de Barcelona, es en este momento cuando se comienza a llamar Lecherías, ya a inicios del siglo XX se funda el caserío o ranchería de pescadores en lo que hoy es el casco central de la ciudad, predominando la actividad pesquera hasta bien entrado el siglo XX.

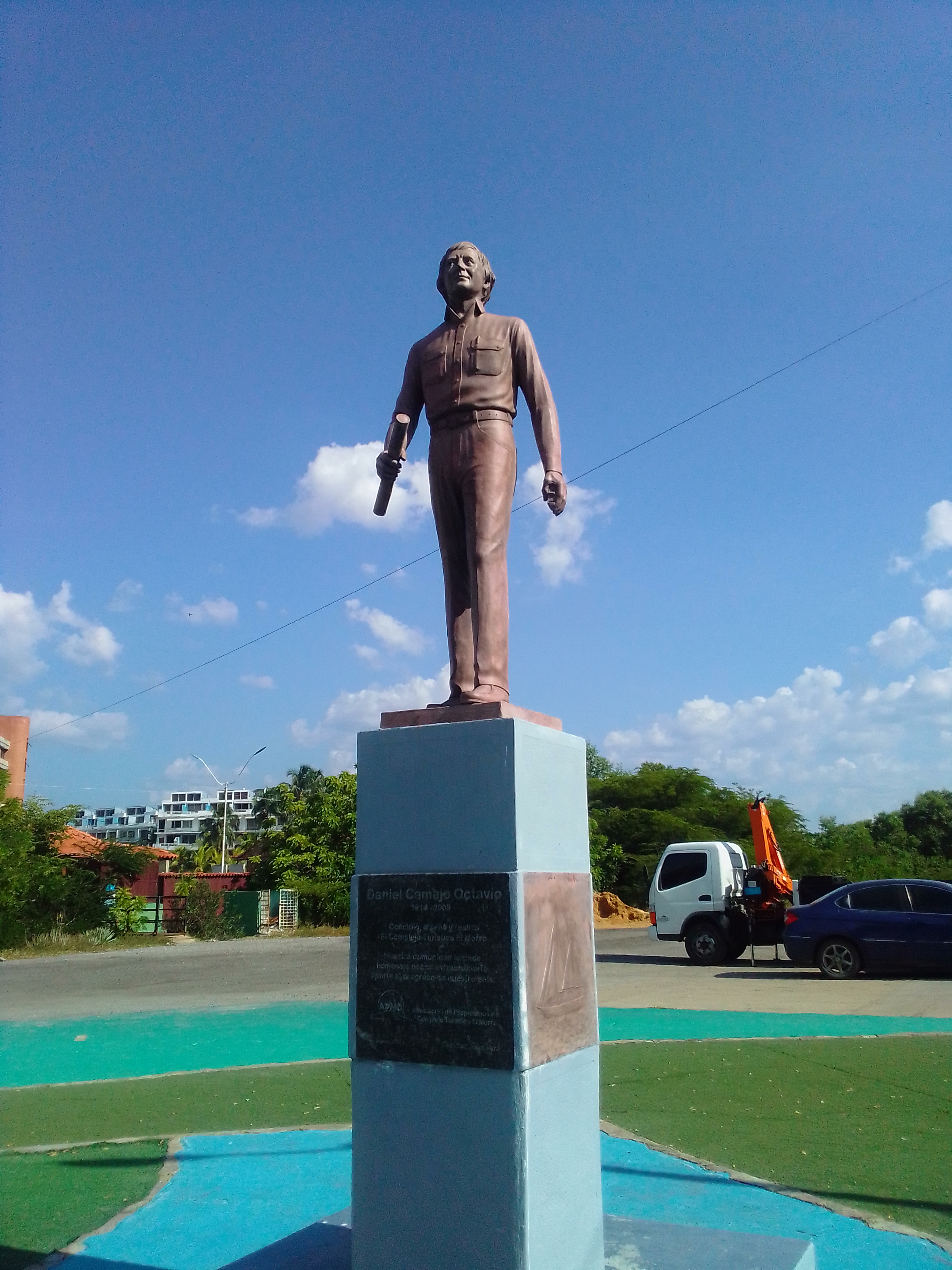
Estatua Daniel Camejo Octavio

El 12 de septiembre de 1967 Daniel Camejo Octavio funda la Compañía Anónima para el Desarrollo de la Zona Turística de Oriente (CAZTOR) con la intención de crear un complejo turístico para la región de gran escala. Así se decide construir en un espacio de 900 hectáreas 
de El Morro y las antiguas salinas de El Magüey y El Paraíso más de 20 km de canales artificiales de agua. El desarrollo de esta zona originó el crecimiento y construcción de otras urbanizaciones en Lechería, centros comerciales, locales comerciales, plazas, áreas públicas y el establecimiento de algunas compañías y oficinas comerciales de grandes empresas. Su ubicación estratégica entre las ciudades de Barcelona y Puerto La Cruz aceleraron su crecimiento a finales de la década de los noventa.
Según datos del cronista Rafael Armas Alfonzo el nombre de la capital municipal surgió a fines del siglo XIX del hablar diario de los pobladores de Barcelona para denominar el lugar donde Nicomedes Iriza, y Carmen Bustillos tenían corrales y puestos de ventas de leche de chiva. Los mismos se ubicaban por los actuales lados del Cerro Venezuela (La Pedrera) a la altura de los sectores Madre Vieja y Venezuela. Sin embargo, varios de los primeros pobladores de El Morro, afirman que por los lados de la actual Plaza Bolívar, Zoila Rodríguez también tuvo su lechera.[cita requerida]

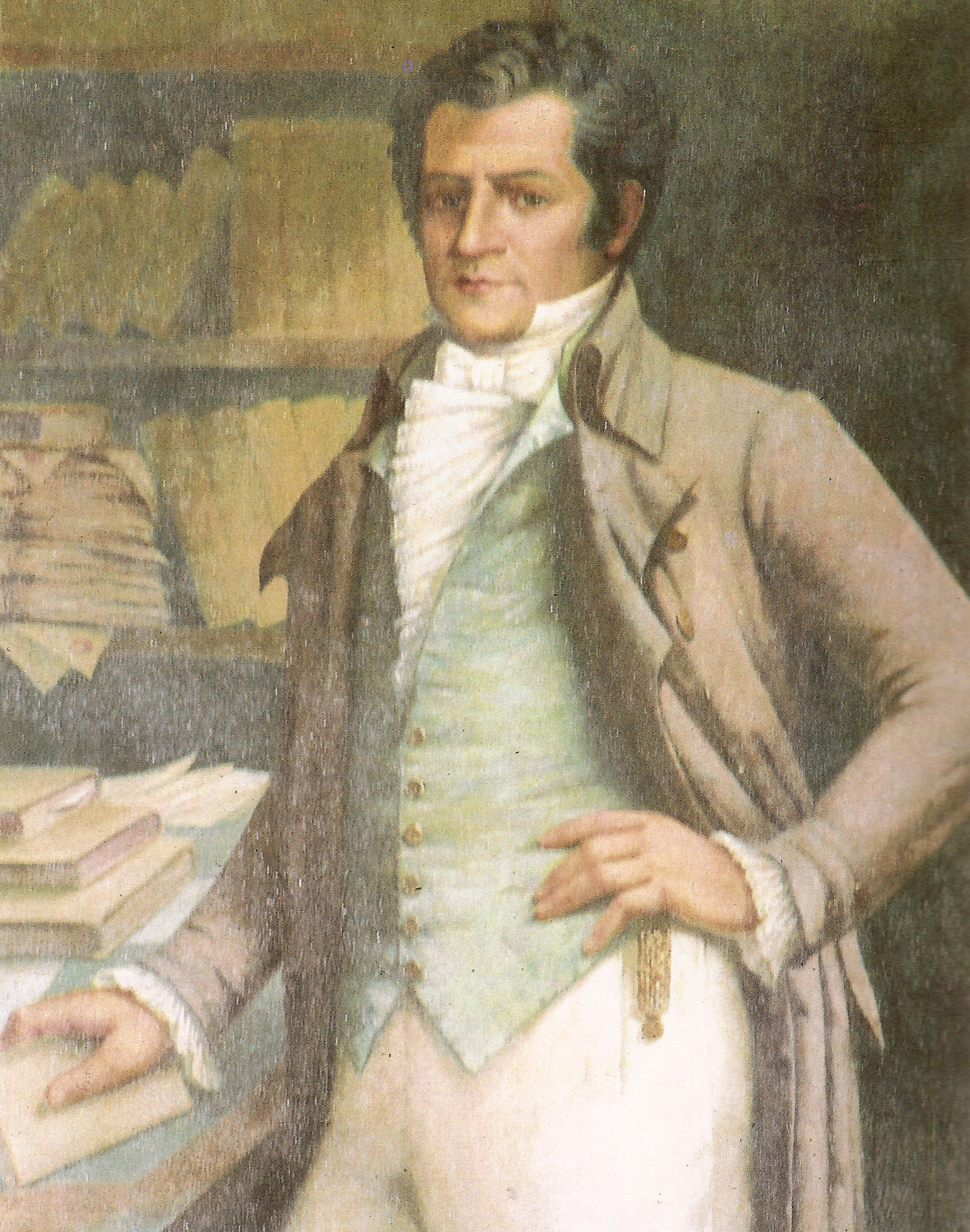
Retrato de Diego Bautista Urbaneja

Es importante señalar que, previa consulta al Instituto Geográfico de Venezuela Simón Bolívar, éste contestó y recomendó mediante oficio N.º 780 de fecha 29 de mayo del 2001, que se corrigieron las distorsiones sobre la denominación oficial e histórica de la capital municipal que es Lechería y no Lecherías. Tal posición está debidamente confirmada por los testimonios aportados por los primeros pobladores de la zona, por los libros parroquiales, y por los mapas oficiales de Cartografía Nacional, donde aparece en las ediciones de 1940, 1945 y 1953 el nombre de “La Lechería” y en las ediciones de 1960, 1972 y 1995 se señala simplemente Lechería.[cita requerida]
Origen del Nombre del Municipio
En Gaceta Oficial del Estado Anzoátegui de fecha 9 de julio de 1953 fue creada la Parroquia Lic. Diego Bautista Urbaneja del Distrito (actual Municipio) Bolívar. Luego de un estudio de factibilidad económica y de acuerdo a la tasa poblacional mínima exigida por la Ley Orgánica de Régimen Municipal de 1989, La Asamblea Legislativa del Estado Anzoátegui aprobó la creación de la nueva municipalidad con el nombre oficial de Municipio Turístico El Morro Lic. Diego Bautista Urbaneja, publicado en la Gaceta Oficial N.º (91) extraordinario de fecha 22 de enero de 1992.

## Política

### Gobierno municipal
| Período     | Alcalde               | Partido político / Alianza | % de votos | Notas |
| ----------- | --------------------- | -------------------------- | ---------- | --- |
| 1992 - 1995 | Gilberto Ron Tovar    | AD                         | -          | Primer alcalde bajo elecciones directas (No culminó su período) |
| 1995        | Efraín Bedoya         | COPEI                      | -          | Alcalde encargado (Nombrado por la Cámara Municipal en sustitución del alcalde anterior)                                                                                                |
| 1995 - 1998 | Efraín Bedoya         | COPEI                      | -          | Segundo alcalde bajo elecciones directas (No culminó su período) |
| 1998 - 2000 | Fernando Prieto       | AD                         | -          | Alcalde encargado (Nombrado por la Cámara Municipal en sustitución del alcalde anterior                                                                                                 |
| 2000        | William Garcia        | Independiente              | -          | Alcalde encargado (Nombrado por la Cámara Municipal en sustitución del alcalde anterior                                                                                                 |
| 2000 - 2004 | Alexis Ortiz          | LCR                        | 35,86      | Tercer alcalde electo bajo elecciones directas (No culminó su período) |
| 2004        | José Rondón           | Independiente              | -          | Alcalde encargado (Nombrado por la Cámara Municipal en sustitución del alcalde anterior)                                                                                                |
| 2004 - 2008 | Gustavo Marcano       | PJ                         | 35,38      | Cuarto alcalde bajo elecciones directas |
| 2008 - 2013 | Víctor Hugo Figueredo | JOVIAL                     | 37,49      | Quinto alcalde bajo elecciones directas |
| 2013 - 2017 | Gustavo Marcano       | PJ / MUD                   | 71,31      | Sexto alcalde bajo elecciones Directas (Destituido de su cargo por el TSJ) |
| 2017        | Frank Díaz            | PJ / MUD                   | -          | Alcalde encargado. Designado por el Concejo Municipal de Urbaneja. (Designado desde el 27 de julio del 2017 hasta convocarse las elecciones municipales pautadas para finales del 2017) |
| 2017 - 2021 | Manuel Ferreira       | FV                         | 44,76      | Séptimo alcalde bajo elecciones directas |
| 2021 - 2025 | Manuel Ferreira       | FV / MUD                   | 53,18      | Octavo alcalde bajo elecciones directas Primer alcalde reelecto de manera consecutiva                                                                                                   |

## Sitios de interés

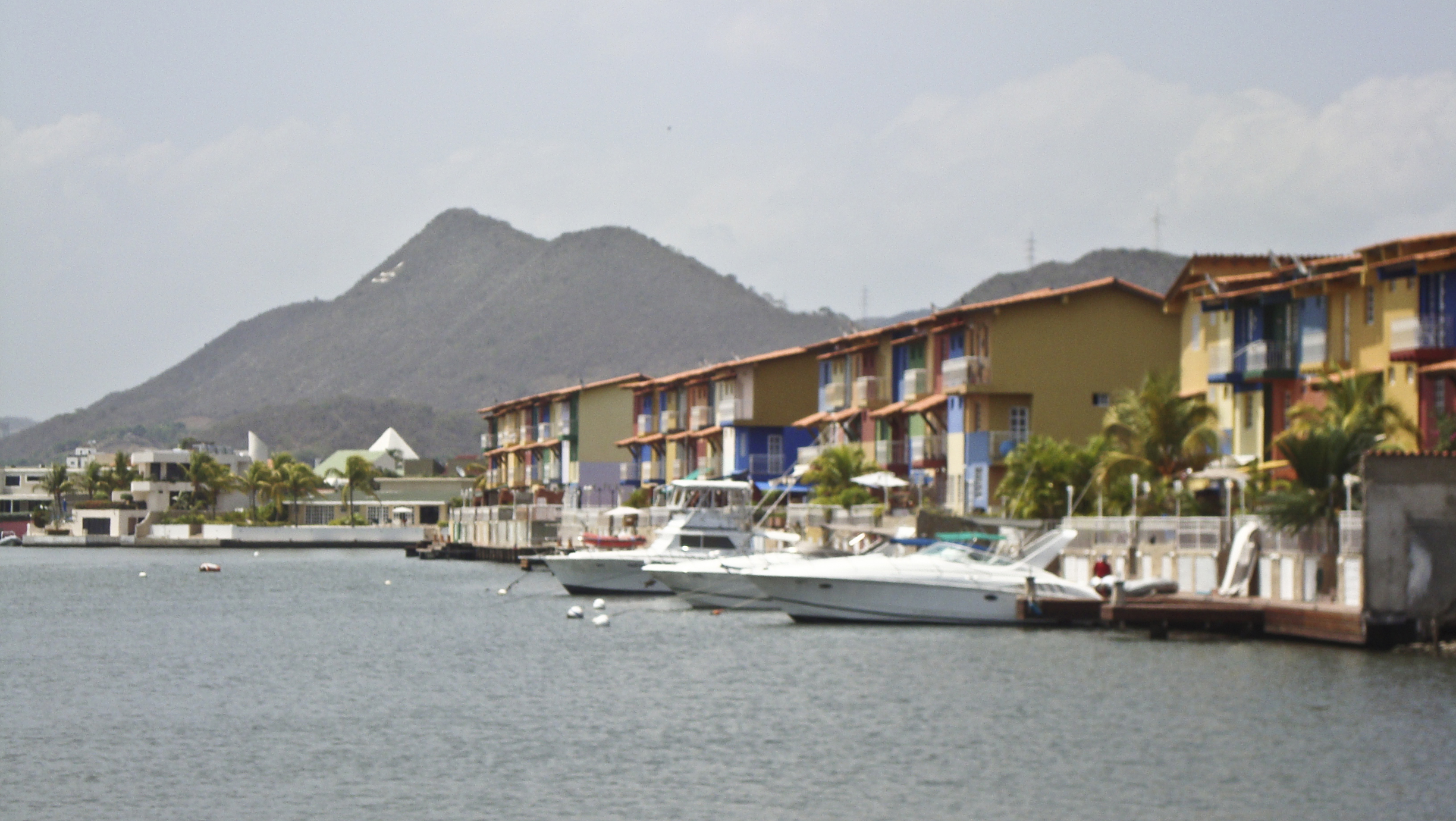
Canales de Lechería.

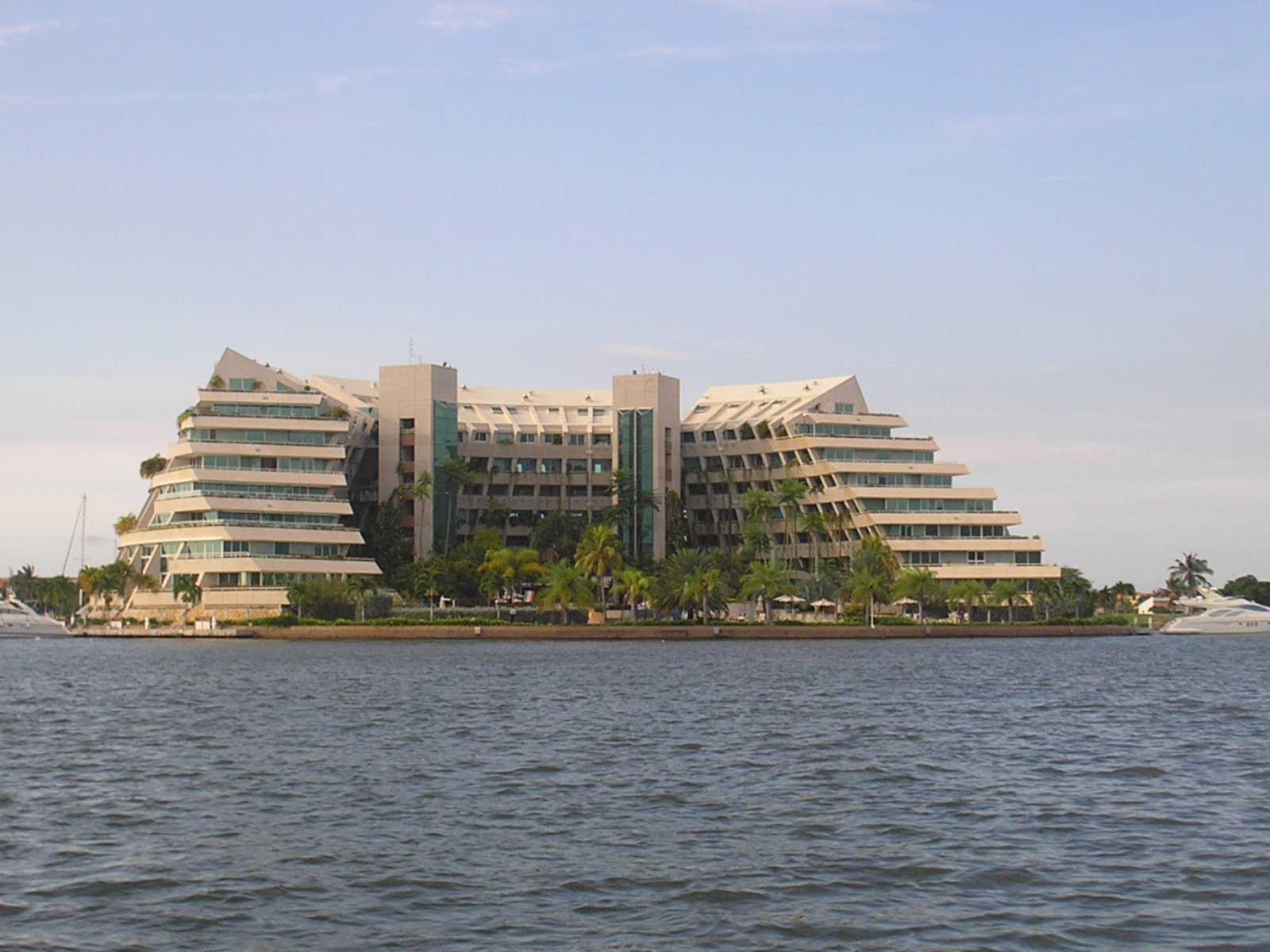
Isla Paraíso en Lechería, edo. Anzoátegui.

- Centro Comercial Plaza Mayor: Es el centro comercial más visitado en la zona nororiental del estado Anzoátegui, inaugurado por el presidente de la República Rafael Caldera en 1995. Su arquitectura mezcla estilos italianos y españoles, con diseños que permiten a sus visitantes sentirse en los canales de Venecia. En este centro comercial se encuentra un embarcadero el cual sirve para abordar los barcos y visitar las islas del Parque nacional Mochima.

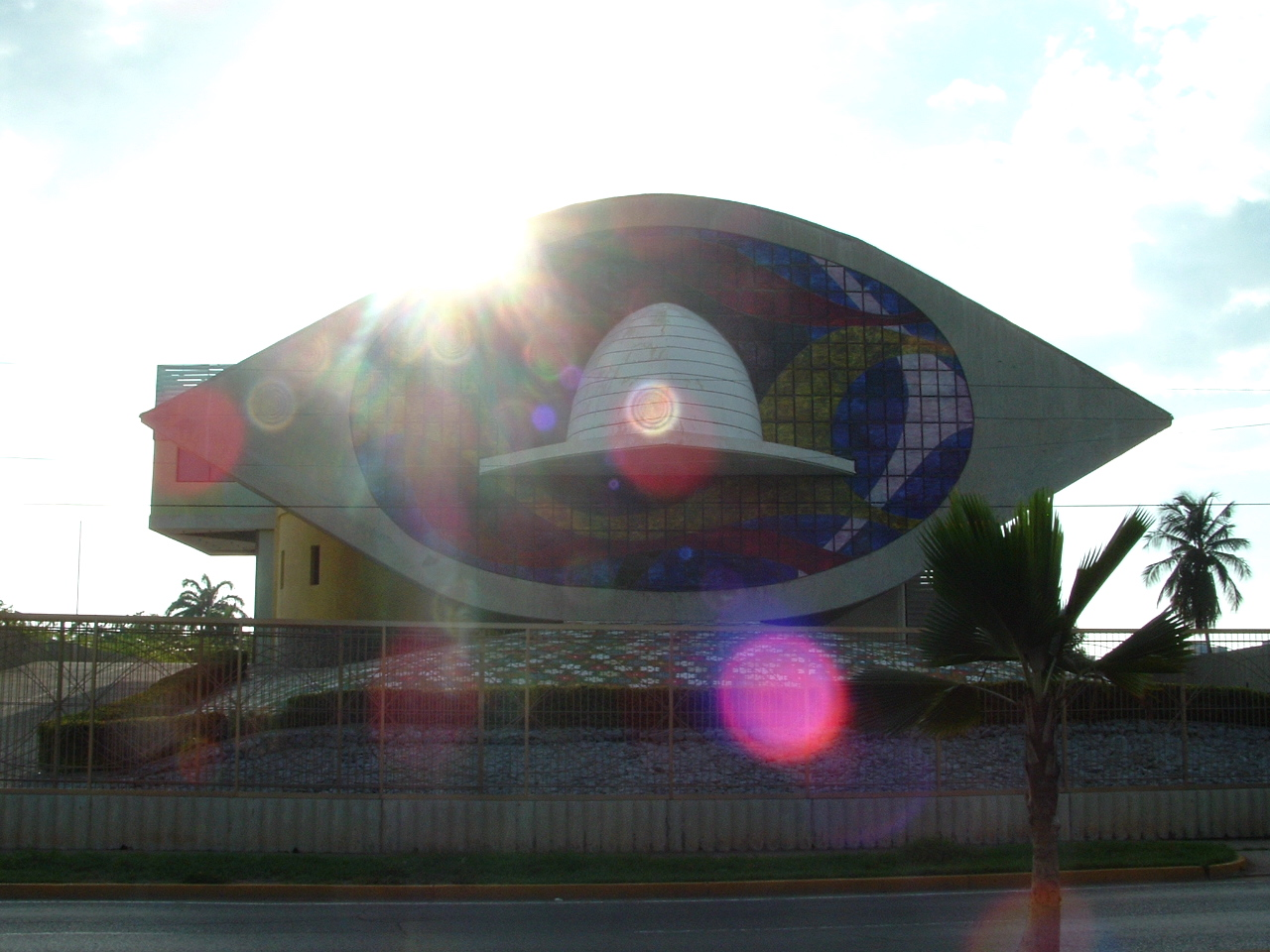
Museo Dimitrios Demu.

- Fortín de la Magdalena: Ubicado en el cerro El Morro, es uno de los lugares más místicos de la Región Oriental, en donde se conjugan perfectamente sus bellezas naturales y sus leyendas históricas. Desde el siglo XVI, los españoles estudiaron la posibilidad de construir un castillo en el Cerro El Salado (actual Cerro Venezuela) para así defender las bocas del río Neverí en donde se encontraba el puerto fluvial de Barcelona que en tiempos de la colonia fue varias veces saqueado por piratas ingleses y holandeses. Luego de varios estudios, la Corona Española finalmente decidió instalar a unos 38 metros sobre el nivel del mar en el Morro de Barcelona al histórico Fortín de la Magdalena. Para ello en 1794 se contrataron a don Francisco Jacot y al Ingeniero Militar Don Casimiro Isava Oliver quienes iniciaron su construcción la cual tuvo un costo estimado de 2593 pesos y 6 reales. Ya para mediados de 1799, el Fortín de la Magdalena estaba totalmente construido.[12][13][14]

- Museo Dimitrios Demu: inaugurado el mes de abril de 1999, es obra del arquitecto Fruto Vivas y de los ingenieros José González y José López quienes fueron contratados por la familia Demu para preservar en el tiempo y en el espacio las creaciones del escultor rumano-venezolano de igual nombre. La calidad humana, visión futurista y amor por la libertad de expresión fueron las mejores fuentes de inspiración de Dimitrius Demu quien por gratitud le donó el museo al estado venezolano. En la sala negra está la serie OVNI resguardada por una imponente cúpula metálica. En un pasillo lateral está la serie de escrituras en el espacio que al culminar dan paso a la espectacular sala vitral del El Ojo de Dios donde figuran esculturas de doble espacio y la réplica de una desaparecida estatua de Stalin que le dio a Demu fama en Rumania. En la sala de La Sirena, se ven obras de formas extraterrestres abstractas y cinéticas, y también hay una sala de fotografías y libros de la etapa inicial del artista en cuyas puertas hay un amplio salón que asemeja a un platillo volador donde destacan las maquetas de El Sol, Los Pájaros, el Heptaedro del Cielo y La Mariposa, obras que se encuentran en Barcelona y Puerto La Cruz.

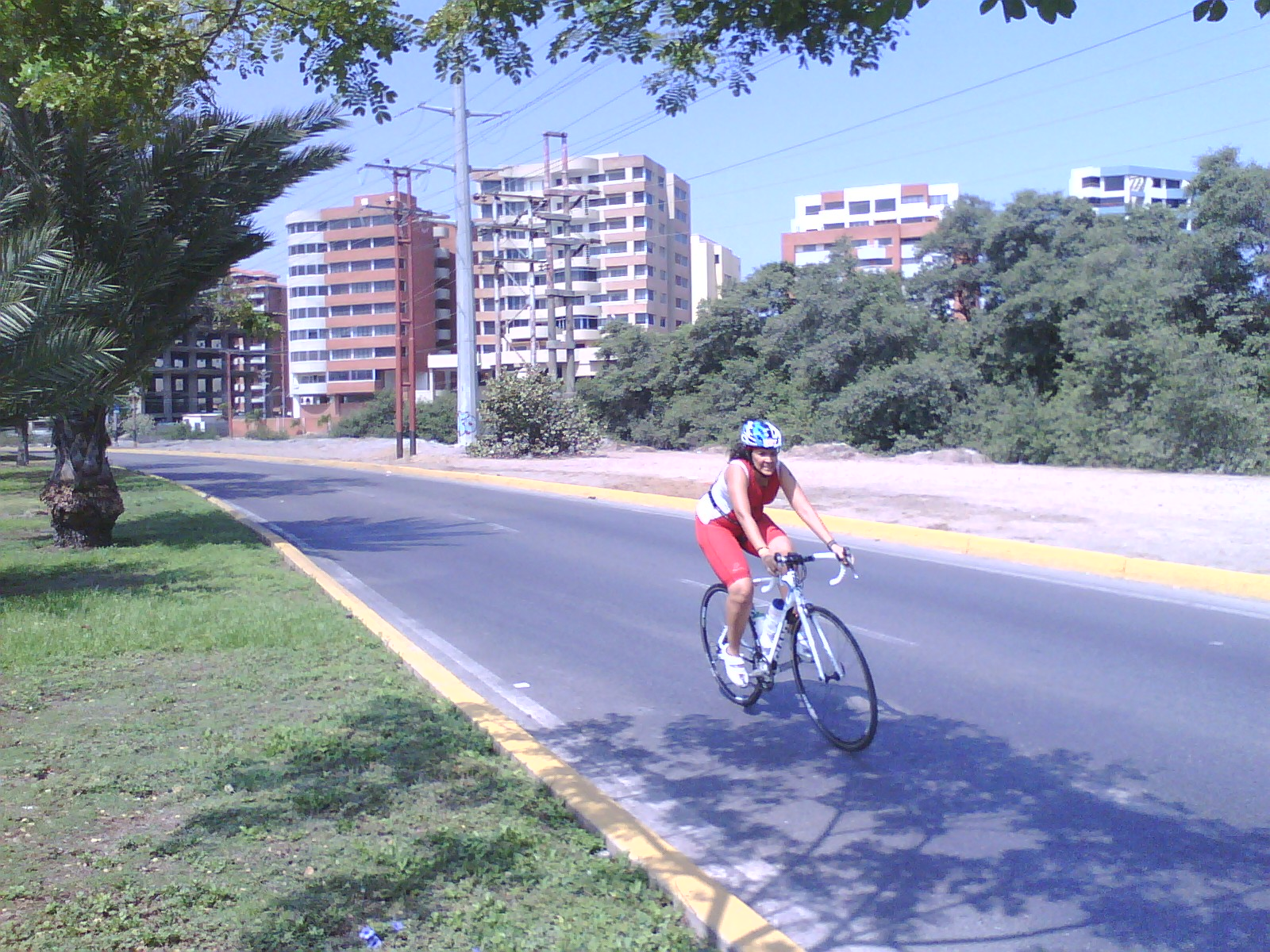
El ciclismo es muy habitual en Lechería.

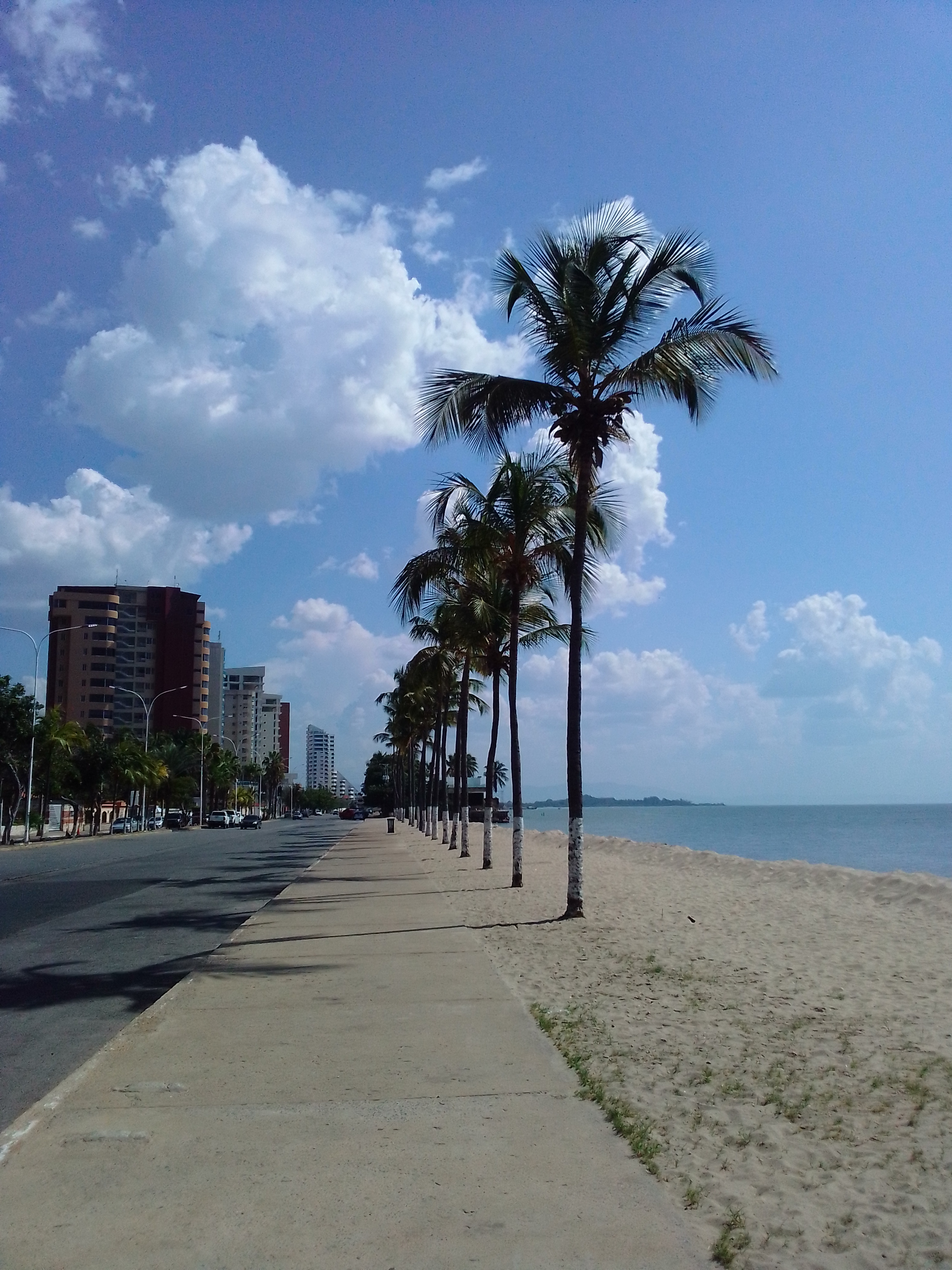
Playa mansa

- Cerro El Morro: actualmente en desarrollo, en él se ubican grandes conjuntos residenciales y modernos hoteles. Caracterizado por un paisaje heterogéneo de visuales inmediatas, abiertas por lo común y totalmente panorámicas. Desde lo alto del Cerro El Morro se puede disfrutar de una vista privilegiada de la Bahía de Pozuelos, del Complejo Turístico El Morro y de la costa del municipio Sotillo. Al final de la avenida principal de Lechería está la bifurcación: A la derecha se llega a la cima del cerro, donde los turistas suelen llegar para sentarse a contemplar ambos lados de la costa del cerro. A la izquierda está la vía que conduce al Fortín de la Magdalena, estructura colonial, reformada en varias oportunidades y que puede ser visitada durante el día, hasta el atardecer. En el Cerro El Morro la visual de la bahía de Pozuelos desde Puerto La Cruz hasta la base del cerro es el tema dominante.

- Boulevard Playa Lido y Los Canales: Playa Lido tiene oleaje moderado y brisa constante. Es preferida por los amantes del kitesurf por su condición, “on shore”, esto quiere decir que la brisa lleva el cuerpo hacia la orilla, lo que la hace segura para los niños. En Playa Lido se suelen organizar eventos musicales y deportivos durante los asuetos. No tiene muchas palmeras ni cocoteros, pero hay servicio de toldos y sillas. Playa Los Canales, playa de aguas turbias y oleaje suave. Es ideal para recibir el sol en plenitud y caminar por sus muchos kilómetros de extensión, que llegan hasta la parte posterior del Centro Comercial Caribbean Mall. Tiene una acera ancha para patinar o ir en bicicleta. También cuenta con un terreno a pocos metros que generalmente habilita la alcaldía de Lechería para estacionar. Estas playas están unidas por el Boulevard que recorre toda la costa.

- Plaza Bolívar:  Se encuentra ubicada en la zona histórica de la ciudad, en el casco central.Playa mansa
- Complejo Turístico El Morro (Playa Cangrejo): el acceso es una calle asfaltada de 300 metros que se deriva de la avenida principal. Playa caribeña de 1,9 km de largo por 25 m de aguas no transparentes, de 31 °C de temperatura, arena fina de color ocre y gris en fondo. La vegetación presente en complejo es de cocoteros y uveros de playa. En cuanto a la fauna se aprecian tijeretas, alcatraces y otras aves marinas. La actividad principal está relacionada con balneario de sol y playa. Visitado tanto por turistas como por residentes quienes la utilizan intensivamente, esta playa cuenta con servicios medios en sí (ventas de alimentos y bebidas, toldos, etc.) y, máximo en su periferia (grandes hoteles, centros comerciales, etc.). El entorno está conformado por edificaciones que han restringido la visibilidad a la distancia. Cercano a este atractivo se localizan playa Cangrejo (2 km) y Dorada (1 km). Tiene como centro de esta la ciudad de Lecherías la cual posee una planta turística integral. La vía que une esta playa es el corredor de estada de Lechería - El Morro de 15 km caracterizado por un paisaje heterogéneo de visuales inmediatas, abiertas por lo común y totalmente panorámicas en el Cerro El Morro. En el complejo turístico El Morro predominan los canales y las construcciones como elemento temático.

## Cultura

### Gastronomía

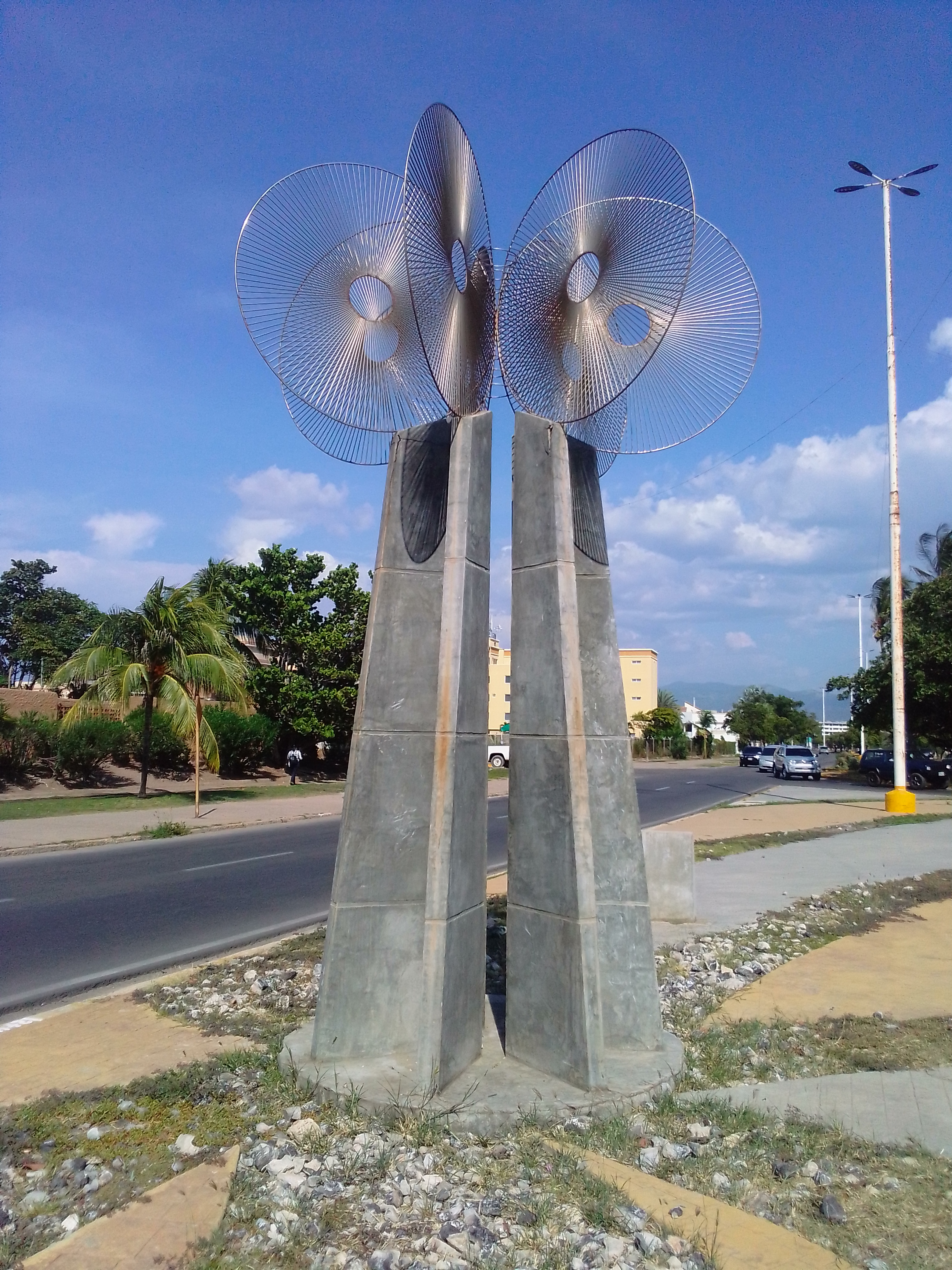
Escultura Sol Tropical de Dimitrios Demu

Al tener frontera con el mar Caribe, muchos de los alimentos están basado en este aspecto. Se concentra la mayor cantidad de restaurantes de la zona metropolitana del Estado Anzoátegui, constituyendo un circuito gastronómico que brinda una diversa cantidad de propuestas. Además, durante las fiestas de la Virgen del Valle, se lleva a cabo una feria gastronómica donde se ofrecen los platos típicos: cuajado de pescado, asopado, dulces como arroz con coco, arroz con leche, majarete entre otras exquisiteces.

## Transporte
La empresa pública TransAnzoátegui, que cuenta con unidades de transporte de tipo BTR, presta servicio para el área metropolitana de Barcelona (Gran Barcelona), Lechería, Puerto La Cruz y Guanta.

## Ciudades hermanas
- Barcelona, Venezuela
- Puerto La Cruz, Venezuela
- Guanta, Venezuela